# Oithona linearis
Oithona linearis är en kräftdjursart som beskrevs av Giesbrecht 1891. Oithona linearis ingår i släktet Oithona och familjen Oithonidae. Inga underarter finns listade i Catalogue of Life.